# Andrzej Nartowski
Andrzej Janusz Nartowski (ur. 14 listopada 1931 w Kaliszu, zm. 3 września 2003 w Orsay) – polski koszykarz. Wicemistrz Europy (1963), olimpijczyk (1960).

## Kariera sportowa
Przez niemal całą karierę był zawodnikiem AZS Warszawa, w którym występował od 1949 do 1965, z przerwą na służbę wojskową w sezonie 1952/1953 (występował wówczas w OWKS Lublin).
Był podstawowym zawodnikiem reprezentacji Polski, w której debiutował w 1953, a następnie wystąpił na Igrzyskach Olimpijskich w Rzymie w 1960 (7. miejsce) oraz pięciokrotnie na mistrzostwach Europy: 1955 (5. miejsce), 1957 (7. miejsce), 1959 (6. miejsce), 1961 (9. miejsce), 1963 (2. miejsce). Na tych ostatnich mistrzostwach był kapitanem drużyny i jej najstarszym zawodnikiem. Karierę reprezentacyjną zakończył w 1964, zagrał łącznie w 165 spotkaniach, zdobywając 1160 punktów.
W ekstraklasie grał przez 16 sezonów (15 w barwach AZS, 1 w barwach OWKS). W 1955 został brązowym medalistą mistrzostw Polski oraz liderem klasyfikacji strzelców. W 1962 został wicemistrzem Polski. W 1956 i 1958 zdobył Puchar Polski.
Był uczniem Gimnazjum im. Tadeusza Reytana w Warszawie, absolwentem Państwowego Gimnazjum i Liceum im. Stefana Batorego (1951) i Politechniki Warszawskiej, którą ukończył w 1958 (studia łączył z grą ligową i reprezentacyjną). W 1965 wyjechał do Francji, pracował w firmie Renault. Zmarł w Paryżu i tam został pochowany.